# Наславча
Наславча (рум. Naslavcea) — село в Молдові в Окницькому районі. Розташоване на правому березі річки Дністер. Утворює окрему комуну.

## Географія
Знаходиться неподалік від місця де сходяться Молдова, Вінницька та Чернівецька області України. Поблизу села знаходиться найпівнічніша точка Молдови.
Від села Бирнова до Наславчі тянеться глибокий яр. Тектонічний розлом на північ від Наславчі площею 82 га та ділянка крутого берега річки Дністер площею 308 га між селами Лєнкауць та Наславча є охоронними територіями.
В одній з печер села на камені за часів СРСР було висічено портрет Тараса Шевченка.

## Історія
За даними етнографічної експедиції 1869—1870 років під керівництвом Павла Чубинського, у селі здебільшого проживали українці, населення розмовляло лише українською мовою.

### Російсько-українська війна
Вранці 31 жовтня 2022 року російські загарбники завдали масованого ракетного удару по об'єктах критичної інфраструктури в Україні. Зокрема, було зафіксовано влучення ракети на території Дністровської ГЕС. Під час атаки на цю ГЕС російські крилаті ракети порушили повітряний простір Молдови. Уламки однієї збитої ракети впали на село, в багатьох будинках вибило вікна.

## Населення
Більшість населення — українці. Згідно даних перепису населення 2004 року — 968 осіб (85 %).